# Ернест Ренан (броненосен крайцер)
Ернест Ренан (на френски: Ernest Renan) е броненосен крайцер на ВМС на Франция от началото на XX век. Той е развитие на крайцера „Жул Мишле“. Построен е в единствен екземпляр. При приемането му от флота вече е морално остарял. Проектът получава развитие в типа „Едгар Кюне“.

## История на проекта
Постоянният „трън в петата“ на френските инженери, които проектират френските броненосни крайцери, е системното недостигане от корабите на проектната им скорост. Разчетени за 23 – 24 възела, крайцерите на практика обичайно дават не повече от 21,5 – 22,5 възела – данни, които са доста добри, но не и отлични. Френските адмирали, разчитащи да използват броненосните крайцери като рейдери в открития океан, искат техните кораби да имат превъзходство по скорост над потенциалния противник и винаги да могат да се отклоняват от боя с превъзходящи сили.
Известният френски корабостроител Емил Бертен предлага да се достигне исканата от адмиралите 24-възлова скорост, като се преработят обводите на петия от планиращите се за залагане броненосни крайцери тип „Леон Гамбета“. Според проекта на Бертен, новият кораб трябва да бъде по-дълъг от базовия проект и да има с една трета повече котли. Адмиралтейството подкрепя проекта с известни забележки и корабът с названието „Ернест Ренан“ е препроектиран на стапела, за да достига по-висока скорост.

## Конструкция
Крайцерът „Ернест Ренан“ е проектиран като по-бързоходна версия на крайцерите от типа „Леон Гамбета“, за което обводите на неговия корпус са изменени. Той е по-дълъг от изходния проект, достигайки 159 метра; ширината му се равнява на 21,5 метра, а газенето на 8,4 метра. Пълната водоизместимост се увеличава до 13650 тона.
Ако не се счита по-голямата дължина, той, фактически, не се отличава от базовия проект по основната си архитектура; високобордният корпус с почти прав форщевен и простиращ се до кормовата кула полубак е характерен за всички френски броненосни крайцери, започвайки от „Жана д’Арк“. Обаче, необходимостта да се поставят по-голям брой котли, води до увеличаването на броя на комините на кораба до шест; комините са компоновани е две групи по три. Носовата и кърмовата надстройки са направени по-високи и просторни.
Носовата мачта на крайцера е тежка и бойна, а кърмовата – лека сигнална.

### Въоръжение
Въоръжението на „Ернест Ренан“ е разработено на основата на предшестващия проект „Жул Мишле“. Крайцерът е въоръжен с четири 194-мм 50-калибрени оръдия образец 1902 година в носова и кърмова двуоръдейни кули; носовата е разположена на полубака, а кърмовата на горната палуба. Обаче, самите кули са от нов тип, имат цилиндрична форма и подпалубни барбети, за разлика от предшестващите модели.
Спомагателното въоръжение се състои от двенадесет 163-мм 45-калибрени скорострелни оръдия образец 1896 година. Осем от тях стоят в еднооръдейни кули на баковата палуба – по четири на всеки борд – и още четири са разположени в каземати, две – в предната част на горната палуба, и две – на кърмата, на главната палуба.
Противоминното въоръжение е значително усилено – на сменя на старите малкокалибрени оръдия идват новите 65-мм оръдия. Към момента на залагането на кораба, това въоръжение напълно съответства на изискванията за борба с всеки един от миноносците на онова време, но поради проточилото се строителство, към момента на влизането на „Ернест Ренан“ в редиците на флота, неговото противоминно въоръжение отново е остаряло – новите турбинни разрушители имат по-големи размери, живучест и скорост, а радиусът на действие на торпедата съществено се увеличава. Освен шестнадесетте 65-мм оръдия в каземати на горната палуба, крайцерът все още носи осем от старите 47-мм оръдия Хочкис и две стари 37-мм петстволни револверни оръдия Хочкис.
Крайцерът все още има торпедно въоръжение от два 450-мм апарата в централната част на корпуса, стрелящи под водата перпендикулярно на курса на кораба – макар в новите условия за войната по море то да е съвършено безполезно.

### Брониране
Бронирането на „Ернест Ренан“ е съществено преработено по сравнение с базовия проект „Леон Гамбета“. Главният брониран пояс е от стомана, закалена по метода на Круп, и се проточва по цялата дължина на водолинията (изключая малък участък при кърмата); неговата височина е равна на 2,6 метра, от които 1,3 се намират под водата, а 2,3 – над водолинията. Дебелината на пояса в центъра на корпуса – между мачтите – съставлява 150 милиметра, в носовия край изтъняваща до 100 милиметра и при кърмовия до 75 милиметра.
Крайцерът има две бронирани палуби; долната, издадена, се опира с краищата си върху долния ръб на броневия пояс, и има дебелина 40 милиметра в централната си част, и 65 милиметра по скосовете. Над нея, опирайки се на горния ръб на броневия пояс, е разположена плоската горна палуба с дебелина от 35 милиметра. Пространството между палубите е разделено на множество неголеми херметични отсеци, за локализация на повредите; за мерките на 1910-те такава схема на бронирането вече е остаряла, и е по-разумно е да има една непрекъсната палуба с по-голяма дебелина.
Бронираните кули за 194-мм оръдия са защитени от броня с дебелина 200 милиметра; барбетите и основите на кулите са бронирани със 100 – 180 мм плочи. Кулите на спомагателния калибър са защитени от 130 – 165 мм плочи, техните барбети имат по-тънко брониране.

### Силова установка
„Ернест Ренан“, подобно на другите френски броненосни крайцери, се задвижва от три вертикални парни машини с тройно разширение, работещи на три вала. Неговата котелна установка се състои от четиридесе и два (!!!) котела „Никлос“, разделени в шест отделения, и осигуряващи пара машините, които имат обща мощност от 36 000 к.с. На мерната миля крайцерът демонстрира скорост от 24,4 възела; като неговия създател, Емил Бертен счита, че ако на кораба бяха използвани новите котли с тръбички с малък диаметър, крайцерът би развил скорост до 25 възела. Запасът въглища стига за 18 000 км икономичен 10-възлов ход. Той става най-бързоходният френски крайцер: на изпитанията развива ход от 24,4 възела при мощност на машините от 37 685 к.с.

## История на службата

### Първа световна война
През Първата световна война оперира в Средиземно море. В началото на войната запасът гориво е намален на 1870 t, гротмачтата е свалена, а допълнително са монтирани няколко зенитни оръдия.

### След войната
След войната „Ернест Ренан“ е един от малкото броненосни крайцери стара постройка, които остават на служба – прeди всичко поради своята сравнително висока скорост и отсъствието в състава на фреския флот на съвременни леки крайцери. В периода 1920 – 1922 г. той взема участие в действията в Черно море, по време на интервенцията на Антантата в обхванатата от гражданска война Русия. В опит да се поддържат бойните качества на кораба на съвременно ниво, с връщането си във Франция той е модернизиран.
През 1927 г., старият крайцер е преустроен за ролята на учебно-артилерийски кораб, и служи до 1929 г., докато не е окончателно изключен от списъците на флота. През 1931 г., „Ернест Ренан“ е разстрелян на учения в качеството на мишена за флота.

### Модернизации
През 1916 г., четири 47-мм противоминни оръдия са демонтирани, и на тяхно място, на надстройите на крайцера, са поставени четири 47-милиметрови зенитни оръдия образец 1902 година. През 1919 г., зенитното въоръжение е допълнено с още две 65-мм зенитни оръдия; кърмовата мачта на крайцера е демонтирана, за да се осигури възможност за буксировка на наблюдателен аеростат.
Според някои данни, през 1927 г., корабът се предполага да получи площадка за запуск на хидросамолет.

## Оценка проекта
Броненосният крайцер „Ернест Ренан“ е поредната стъпка от еволюцията на базовия проект „Леон Гамбета“. Основният акцент при работата над този проект е направен върху достигането на висока скорост, позволяваща да се изпреварват броненосните крайцери на потенциалните противници. В това фреските инженери постигат значителен успех – „Ернест Ренан“ плава, минимум, с 1,5 – 2,5 възела по-бързо от съществуващите към този момент британски броненосни крайцери, което му позволява винаги да се отклони от неизгоден за себе си бой.
Бойните качества на „Ернест Ренан“ се намират на нивото на необходимите за времето; обаче, поради проточилото се построяване, корабът влиза в строй вече остарял, отстъпвайки на новите британски линейни крайцери. Последните британски броненосни крайцери от проектите „Уориър“ и „Минотавър“ също са паритетни на френския кораб по въоръжение – британците, най-накрая, преодоляват слабостта на своите първи броненосни крайцери. Като цяло, построяването на „Ернест Ренан“ съвпада с началото на мащабната криза във фреското военно корабостроене, което окончателно изхвърля някога втората морска държава в света на третостепенна позиция.